# Адаптированная литература
Адаптированная литература — это литература, — зачастую художественные произведения известных писателей, — переработанная и приспособленная для читателя таким образом, чтобы в ней использовались лишь те грамматически конструкции и слова, которые будут понятны конкретной группе читателей, либо же поправки, согласующиеся с политической доктриной той или иной страны и продиктованные конъюнктурными, а не образовательными соображениями. Идеи переработки классических произведений для детей постепенно привлекают к себе всё большее внимание.

## Разновидности

«Война и мир» Л. Н. Толстого на одной странице.
Автор Сеймур Хваст.

По целевой группе читателей, для которых перерабатываются конкретные литературные произведения, различают:
1. Адаптированную литературу для изучающих иностранный язык, для того чтобы последним было проще освоить основы лексики и простые грамматические конструкции, — такая литература просто использует более современные и наиболее часто употребляемые слова и грамматические конструкции, ввиду того что начинающим читателям будет проблематично изучать классику английской, русской или другой литературы в оригинале — первым делом им предстоит заняться изучением орфографии тех времён, с которой незнакомы и многие современники — носители языка, что, на ранних стадиях изучения языка, может помешать нормальному восприятию языка современного.
2. Произведения фольклорного жанра и исторические хроники, язык повествования которых значительно отличается от современной литературной нормы, что, в свою очередь, может несколько затруднить восприятие произведения детьми (например, древнерусские летописи).
3. Произведения классиков зарубежной литературы, некоторые идеи в которых не согласуются с господствующей политической доктриной в стране (было распространённым явлением в СССР. Смотри ниже «Всемирная литература»).
4. Документальную литературу и методические пособия, представляющие собой большую научную ценность для специалистов, переработанные под специфику текущего политического момента и изменившиеся научно-технические взгляды (так например, в Советском Союзе издавались многие дореволюционные произведения русских военных теоретиков, с удалением любых положительных отзывов о царской системе боевой подготовки и военного искусства в целом, а также удалением методик, потерявших актуальность в свете научно-технического прогресса или же рудиментарных по своей сути — анахронизмов).
5. Литературу, адаптированную под уровень общего умственного развития читателей, зачастую, значительно сокращённую в объёме (например, «Война и мир» Л. Н. Толстого, напечатанная в буклете на семи страницах или в комиксе с картинками. Распространено в Соединённых Штатах и ряде западных стран).
6. Религиозные книги и догматы, переведённые на различные языки мира (например, Библия) и опубликованные, в том числе, и в адаптированном виде: в комиксах, книгах с картинками и тому подобном.

В настоящее время, понятия «адаптированная литература», «адаптированный текст», «адаптированное издание» почти во всех случаях несут на себе негативную окраску, некоторый оттенок пренебрежения к этим «упрощённым» и «облегчённым» вариантам. С другой стороны, во многом, благодаря таким книгам, ребёнок имеет возможность впервые познакомиться с произведениями мировой классической литературы.

## Авторитетные мнения и критика
Первая критика адаптированной литературы восходит ещё к началу XIX века. В этой связи примечателен диспут великого русского поэта А. С. Пушкина с публицистом и богословом А. С. Хомяковым, в котором Пушкин положительно оценивает опыт англиканской церкви в приобщении детей к Библии без каких-либо переработок, неканонических интерпретаций и сокращений:

Пушкин: Англичане правы, что дают Библию детям!
Хомяков: Но в Библии есть вещи неприличные и бесполезные для детей. Куда лучше хорошая священная история!
Пушкин: Какое заблуждение! Для чистых всё чисто! Невинное воображение ребёнка никогда не загрязнится, потому что оно чисто. «Тысяча и одна ночь» никогда не развратила ни одного ребёнка, а в ней много неприличного. Священные истории нелепы, от них отнята вся поэзия текста. Передавать удивительный текст Библии пошлым современным языком — кощунство, даже относительно эстетики, вкуса и здравого смысла. Мои дети будут читать вместе со мною Библию в подлиннике…— Цитируется по воспоминаниям императорской фрейлины Александры Смирновой–Россет
Писатель детективно-приключенческого жанра Борис Акунин в интервью журналу «Огонёк» отметил, что несмотря на своё негативное отношение к идее переделанной литературы, в целом не возражает против адаптации классической литературы: «Пускай классика лучше воспринимается в разбавленном виде, чем вообще никак».
Писатель-фантаст Борис Стругацкий склонен считать, что неприглядная картина, окружающая адаптированную «лёгкую» литературу, абсолютно не нова. И в начале XIX века широкая публика предпочитала лёгкое чтение, так как оно всегда было чтением массовым, и это есть свойство массового читателя, а не литературы. Современную фэнтези предпочитают миллионы из-за её лёгкости, незамысловатости и полного отсутствия в ней призыва думать и сомневаться. «Пусть нам будет занимательно и ни о чём не надо думать», — этот лозунг-пожелание возник отнюдь не сегодня, — отмечает Стругацкий, — и все эти книги занимают пускай и другую полку, но достойны всяческого уважения, ибо в способности своей «глаголом жечь сердца людей», «передавать чувства писателя читателю», вызывать сопереживание не уступают никакому тексту с соседней полки, где «Преступление и наказание», «Война и мир» и «Сага о Форсайтах». Однако же, надо ясно понимать, что оценка литературного произведения есть действие абсолютно субъективное, — как бы солидно, важно, объёмно и наукоподобно не выглядели соответствующие литературоведческие труды. Все они, в конце концов, сводятся, по мнению Стругацкого, к одной-единственной значимой фразе: «Мне это (не) нравится». А всё остальное — лишь более или менее интересная, в той или иной степени удобочитаемая попытка объяснить, почему именно «нравится» (или «не»).

## «Всемирная литература»
В 1918 году при прямом и непосредственном участии писателя М. Горького при Народном комиссариате просвещения было создано советское издательство «Всемирная литература», которое в дальнейшем занималось переводом и публикацией работ зарубежных авторов в Советском Союзе. Для этих целей при «Всемирной литературе» была организована студия художественного перевода. 19 декабря 1918 г. Горький также подал в Наркомпрос докладную записку с предложением передать издательству «Всемирная литература», кроме права издания всей переводной литературы, также выпуск отечественной классической литературы («Об издании произведений русской художественной литературы»).
Целью издательства была перепечатка произведений мировой литературы и русских классиков в соответствии с учением Маркса и Ленина, для чего из текста книг удалялось любое содержание религиозного характера и другие элементы, не согласующиеся с политической доктриной Страны Советов. Так, например, в советском издании романа «Хижина дяди Тома» американской писательницы Гарриет Бичер-Стоу изъяты практически все христианские рассуждения, оставлены лишь описания ужасов рабства.

## В системе народного образования за рубежом
Адаптированная литература как средство обучения уже давно утверждена зарубежными образовательными инстанциями. Так, например, в Соединённых Штатах Америки написание и издание адаптированной литературы к настоящему времени превратилось в прибыльную сферу книгоиздательства. Помимо простых переводов классической иностранной литературы, издаются комиксы, основанные на широко известных литературных произведениях и другие оригинальные переработки. Следует, однако, отметить, что данная ситуация несколько негативно сказывается на общей эрудированности учащихся, так как только наиболее подготовленные учащиеся (отличники учёбы) обращаются непосредственно к оригиналам, а не их адаптированным копиям.
С конца 1960-х годов в среде американских педагогов вошло в оборот выражение «Тормознутая грамота» (англ. Retard(ed) literacy) и тому подобные формулировки, характеризующие общий упадок грамотности среди учащихся школ и среди студентов, начавшаяся с внедрением новых образовательных стратегий с широким применением адаптированной литературы. Хотя первые споры вокруг американской адаптированной литературы — «образовательных» комиксов — стали возникать ещё в 1940-е и 1950-е годы, и тогда, главным образом, вопрос стоял: насколько достоверно они передают дух и суть тех литературных произведений, на основе которых они написаны? Насколько коммерческие соображения популярности (о том, как распродать побольше экземпляров того или иного комикса, или выпустить его серией из нескольких частей, которые также распродать усиленным тиражом) становились причиной сгущения красок: насилия, секса и других «взрослых» тем, которые либо вообще не упоминались в оригинале, либо не акцентировались. Среди прочих вопросов, которые поднимались в то время, был и такой: является ли адаптированная литература лишь своеобразным трамплином (для нормально развивающихся детей) для перехода их к литературе обычной, или же она является заменителем этой обычной литературы? Репутация образовательных комиксов оказалась под вопросом в глазах специалистов-педагогов, в частности, встал вопрос: повышают ли они общую грамотность, либо, наоборот, понижают, «тормозят» её?.
Американский психиатр и педагог Фредерик Вертэм в своих трудах отстаивал непримиримую позицию по отношению к адаптированной литературе (комиксам) и средствам массовой информации, и их крайне негативному влиянию на детей, называл американское телевидение «школой насилия». Труды Вертэма не были напрасны, и на основании его непрекращающегося противостояния с магнатами индустрии комиксов Конгресс США учредил специальный постоянно действующий орган, занимавшийся цензурой содержимого комиксов, написанных на основе литературных произведений, на предмет хотя бы частичного их соответствия литературным оригиналам. Тем не менее в 2011 году, в свете современной образовательной политики, орган прекратил свою деятельность. В своём научном труде «Растление невинных» с особым презрением учёный так характеризует американскую адаптированную литературу:
Комиксы, написанные «на основе» классической литературы, как сообщается, читают в 25 тысячах школ в Соединённых Штатах. Если это так, то я никогда не слышал более серьёзного обвинения в адрес американского образования, — ведь такое кастрирование классики, смешение её воедино (оставив за пределами картинок всё, что делает книгу великой), да при этом растиражированное плохо отпечатанными и криво нарисованными комиксами, как я уже часто замечал ранее, не открывают детям мир доброй литературы, которая во все времена была оплотом либерального и гуманистического образования. Они [чиновники от образования] намеренно скрывают его.
Оригинальный текст (англ.)Comic books adapted from classical literature are reportedly used in 25,000 schools in the United States. If this is true, then I have never heard a more serious indictment of American education, for they emasculate the classics, condense them (leaving out everything that makes the book great), are just as badly printed and inartistically drawn as other comic books and, as I have often found, do not reveal to children the world of good literature which has at all times been the mainstay of liberal and humanistic education. They conceal it.

## Смотри также
Ad usum Delphini (лат. — «для использования дофином»)